# 四ヶ村落
四ヶ村落（しかむらおとし）は、主として埼玉県北葛飾郡杉戸町（一部春日部市域）を流れる河川である。

## 概要
惣新田春日部線の周辺付近では集落が存在しているが、この地域以外の流域ではほぼ市街地を流下する区間はなく、流域は主に水田などの農地となっている。この四ヶ村落は埼葛広域農道の東方および中川の西方に並行し流下する流路を持つ。流末は中川へと至り終点となる。また、杉戸町東地区活性化事業の一環として、道の駅「アグリパークゆめすぎと」付近の流路沿い約800mにわたり桜が植樹され、桜並木が整備されている。流路の詳細に関しては下記の流路節を参照されたい。

## 流路
- 北葛飾郡杉戸町大字才羽のほぼ中央部、道の駅アグリパークゆめすぎとの東方を南南東へ向かい流下する。
- 「四ヶ村橋」を流下し、大字北蓮沼（西側）と大字才羽（東側）の境界を成しながら南東へ向かい流下する。
- 流域が両岸とも大字北蓮沼となり、大字北蓮沼のほぼ中央部を南東に向かい流下する。
- 惣新田春日部線を南へと横断すると流域は大字大塚となり、大字大塚のほぼ中央部を南東に向かい流下する。途中、利根川水系中川の西方に至ると中川の西側に並行し南へと流下する。この流域には田宮南部排水機場が設けられている。
- 「堰場橋」の北方約50mの地点にて流域が春日部市八丁目となり、中川の西方を並行し南へと流下する。
- 安戸落悪水路の中川への合流地点より約100m北方にて四ヶ村落は東へと流路を変え、北より流下してくる中川へと至り、合流・終点となる。
- 終点：中川

## 橋梁
- 四ヶ村橋
- （埼玉県道319号惣新田春日部線）
- 堰場橋（埼玉県道320号西宝珠花春日部線）

橋は数多くあるが、名前の付いた橋は少ない。

## 周辺の施設

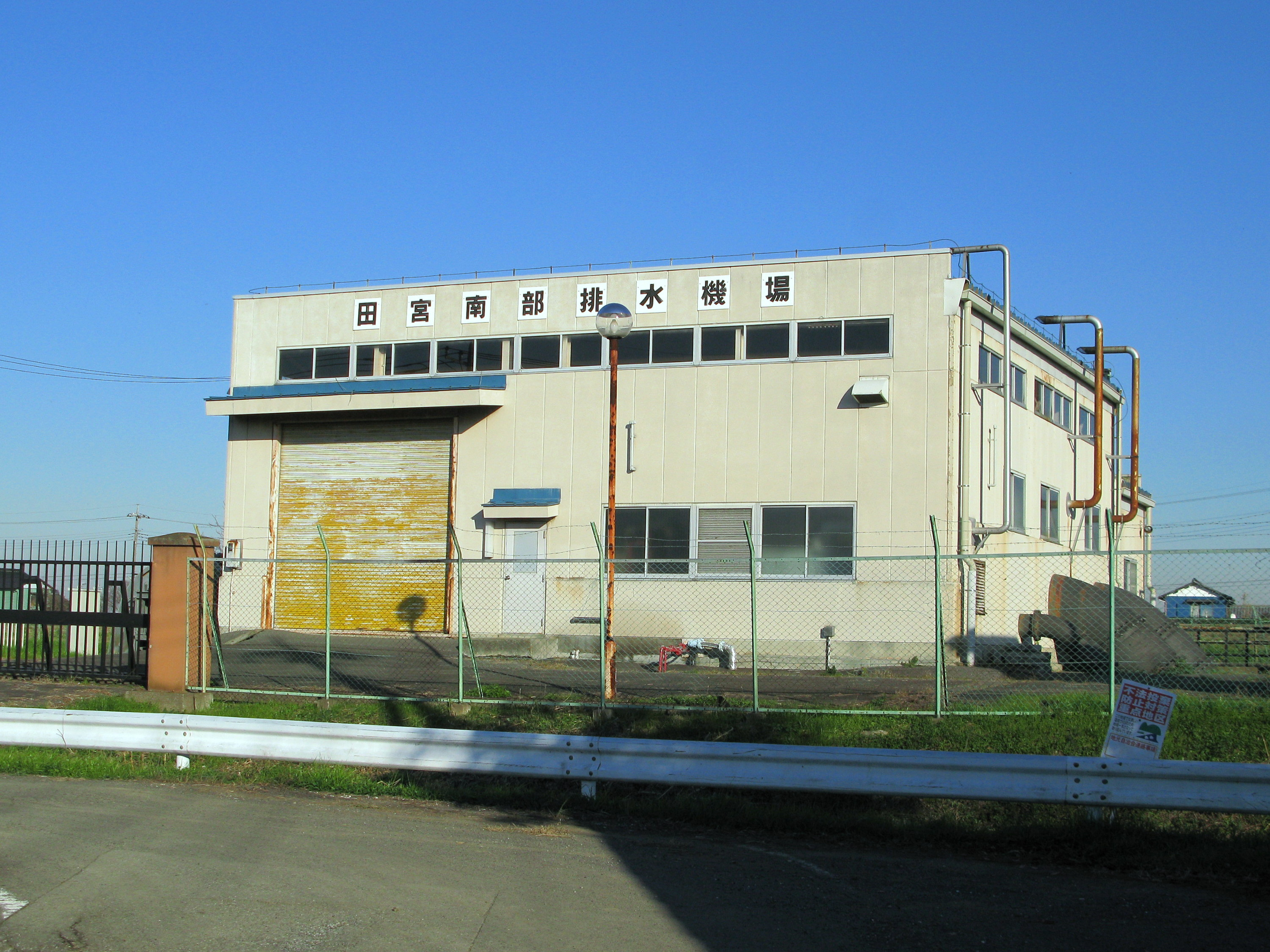
田宮南部排水機場

- 埼葛広域農道
- 道の駅アグリパークゆめすぎと
- 杉戸町立東小学校跡
- 田宮南部排水機場